# Lillsjön (sjö i Finland)
Lillsjön är en sjö i Borgå stad i Finland.   Den ligger i landskapet Nyland, i den södra delen av landet, 50 km nordost om huvudstaden Helsingfors. Lillsjön ligger 21 meter över havet. Arean är 10,2 hektar och strandlinjen är 1,26 kilometer lång. Sjön  ingår i Illbyåns huvudavrinningsområde.   I omgivningarna runt Lillsjön växer i huvudsak blandskog.